# Майто Ґай
Майто Ґай — персонаж манґа- і аніме — серіалу «Naruto», створеного і намальованого манґака Масаші Кішімото. Він є сенсеєм(наставником) команди Майто Ґая, яка складається з нього , Рока Лі, Неджі Г’юґа та кунойічі Тен Тен.
У імені Майто Ґая дуже дивне значення — «можливий хлопець»(відповідно, перша і друга частина імені)
Майто Ґай спочатку справляє дещо клоунське враження, вперше з'являючись після Техніки Заклику гігантської черепахи, і по-дурному покаравши Рока Лі. Однак згодом манґака розкриває серйозність персонажу, який здатен навчити багато чому, що й показує на власному прикладі.

## Характер
Майто Ґай — гіперактивна людина, яка постійно намагається себе перевершити. Так само він(як і його учень Лі) хоче показати оточенню власний прогрес. З віком Ґай дещо втихомирюється у даному напрямку, однак все одно є непосидючим і рухливим сенсеєм.
Майто — дуже наполеглива людина. Коли він ставить щось собі за мету, то обов'язково доб'ється свого. Він ніколи не здасться і не складе руки. Ґай володіє надзвичайною силою волі, яку виробив ще в дитинстві, будучи невдахою. Звідси і його величезна віра в себе, у те, що у нього є достатньо сил, щоб все осягнути і добитися успіху.
Майто Ґай — хороший друг і порадник. Він не кине друга в біді і завжди радо допоможе з порадою. Ґай завжди підтримає і прийде на допомогу.
Майто Ґай — дуже сміливий і відданий. Він завжди дотримується обов'язку ніндзя, ставлячи інтереси селища понад свої власні.
Хоча Майто спершу виглядає певним клоуном, роблячи страшний гармидер і доводячи команду № 7(яка за всім тим спостерігала) до сказу, до цього загалом призводить зелений комбінезон Майто, його славнозвісні густі брови(копія брів Лі) та сяюча посмішка, яка з'являється щоразу на обличчі Майто, коли він говорить про власну «шалену привабливість». Однак згодом показано його велике серце і добру душу яка є набагато важливішою частиною цього персонажу. Глядач перестає підсміюватися над ним, адже дивлячись на його вчинки, забуваєш попередній невдалий вихід.

## Відносини між персонажами

Перша комічна поява Ґая — надмірний показ його сентиментальних почуттів до Лі

У Майто Ґая надзвичайно хороші стосунки із його улюбленим учнем, Рока Лі. Майто практично став для хлопця батьком, він навчив його всього, що знав сам, не тільки у плані фізичного розвитку, а й у моральному — Майто додав Лі віри у власні сили, і саме він вклав левову частку зусиль, щоб зробити Лі, тим, ким він став — «найкращим спеціалістом у світі Тайджутсу» за власними ж словами. Лі захоплюється власним сенсеєм, а Майто надзвичайно любить Лі. Він підтримував його, і в скрутну для хлопця хвилину завжди приходив на допомогу.
З іншими членами своєї команди, Неджі Г’юґа та Тен Тен , в Майто дуже теплі стосунки Спочатку ці двоє учнів трималися трохи осторонь від шалених витівок «зелених»(Рока Лі та Майто Ґая так прозвали через їхні зелені комбінезони). Однак згодом всі члени команди зблизилися, цьому надзвичайно сприяли роки, проведені разом.
Майто Ґай вважає себе незмінним суперником Какаші Хатаке, він вічно з ним сперечається і затіває всілякі суперечки і змагання. Флегматик Какаші дуже неохоче реагує на подібні закиди Майто, однак все-таки проводить з ним деякі «турніри». Уже відбулося 99 «турнірів», з них Майто переміг у 50, а Какаші — у 49(своєю перевагою Майто дуже пишається, хоча ніндзя змагалися навіть у грі «камінь — ножиці — папір»). Так само Майто постійно порівнює власну команду із командою Какаші. Однак, незважаючи на таку вічну набридливість і конкуренцію, Майто приходить на допомогу Какаші і рятує його.

## Перша частина

### Дитинство
У часи раннього дитинства Гая, його успіхи в Академії були менш, ніж середні, тому зрештою він завалив вступний іспит. Коли йому нарешті вдалося пройти його, Гай все ще не показував навичок в області ніндзюцу та гендзюцу. Завдяки захопленню своїм батьком, Майто Даємо, який був досвідченим бійцем по частині рукопашного бою, Гай виробив велику пристрасть до тайдзюцу. Тому він часто і наполегливо тренувався, щоб справити враження на батька, незважаючи на його низький статус генін. Одного разу Гай сильно засмутився, коли батька почали висміювати, і напав на кривдників, двох дорослих ніндзя, в результаті чого його побили і принизили. Від подальшої шкоди його врятував Какаші Хатаке , який також побив і відігнав дорослих ніндзя.
Image
Коли Гай впав у відчай через те, що він не зможе стати хорошим ніндзя і залишиться генином через брак таланту, Майто Дай почав вчити його такий забороненої техніки, як Вісім Брам, але за умови, що син буде використовувати їх лише в тому випадку, якщо потрібно буде захистити дорогі йому речі або людей. Пізніше, під час місії на Гая і його товаришів по команді напали Сім Мечников Туману , і вони були врятовані Даємо, який пізніше помре після розкриття всіх восьми внутрішніх брами, що він робив заради того, щоб захистити сина та його друзів, а також дати їм достатньо часу для відступу. Коли Гай вперше брав участь у Екзамені на Чуунина , він потрапив у команду разом з Генмой Ширануи і Ебісу. Під час другого етапу в Лісі Смерті , Гай і його команда зіткнулися з Командою Мінато. До того, як Обіто, який намагався повести за собою інших, зміг атакувати, Гай безцеремонно вдарив його ногою в обличчя, тим самим він ненароком врятував його від задухи, пов'язаного з проковтнутою ним цукеркою. А під час третього етапу іспиту Гай знову потрапив у бій проти Обіто, в якому його привітання позою "хорошого хлопця" було зустрінуте опущеним великим пальцем. Хоч Гаю і вдалося перемогти Обіто, він все одно був переможений Какаші Хатаке в наступному раунді.
Після поразки від рук Какаші Гай почав сприймати його як свого вічного суперника. В аніме, Гай вперше звернувся до Какаші, коли той читав, і швидко заявив про свій виклик, кинутий йому. Хоч спочатку Какаші залишався байдужим до такого роду викликів, Гай продовжував слідувати за ним і кидати їх знову і знову. Нарешті, Какаші погодився на цю пропозицію, перемагаючи Гая в змаганнях будь-якого сорту, включаючи стрілянину, рукопашний бій і навіть фізичні вправи. Але, незважаючи на поразки, Гай все більше набирався рішучості коли-небудь взяти верх над конкурентом. Здавалося б, у їх відносинах настало деяке потепління, і Какаші продовжував погоджуватися на різні виклики Гая (навіть такі, як змагання в їжі і "Камінь-ножиці-папір"), нарешті отримавши рекорд від Гая у формі 49 перемог і 50 поразок. Після подій біля Мосту Каннаби, Гая відправили на місію разом з Какаші і Рін. Коли ситуація ставала загрозливою, Гай використовував себе як приманку, щоб дозволити своїм товаришам втекти, але незабаром Какаші приєднується до нього. Двом шинобі все таки вдалося стримувати шинобі Ивагакуре досить довго, щоб Рін змогла повернутися з підкріпленням. Події цієї місії заснували велику довіру між цими двома, також як і їх міцну дружбу, незважаючи на їх постійне суперництво. Пізніше, коли Мінато Намиказе офіційно став Четвертим Хокаге , Какаші було доручено відновити важливі документи, які б допомогли поступово встановити мир між Конохой і Ивагакуре. Побоюючись за психічний стан Какаші після смерті Рін, Мінато для таємної підтримки послав на допомогу тому Майто Ґая і загін АНБУ . Зрештою це виявилося мудрим рішенням, оскільки Какаші незабаром валиться з ніг від нападу гіпервентиляції, коли в битві з ворогами він готував своє Чідорі. Гай швидко перехопив ворога для порятунку Какаші, і нарешті приніс його назад в Коноху для відновлення сил.
Під час нападу К'юбі на село, Гай був серед тих юних шинобі, яким перекрили шлях для участі у цих подіях Шинку Юхі й інші старші ніндзя.
Сім років опісля після нападу Девятихвостого, спостерігаючи за Какаші, який все сильніше і сильніше поринав у створену ним же ізоляцію, Гай поговорив про це з Третього Хокаге в надії приєднатися до Какаші в Анбу. Його пропозицію було відхилено з причини невідповідності атрибутів Гая для обов'язків Анбу, з цим навіть погодився Данзо Шімури , зазначивши, що Гаю не вистачає певної частки темряви всередині. Пізніше, Гаю доручили доставити сувій в Країну Лісів заради створення потенційного альянсу. Незважаючи на, здавалося б, мирне завдання, Гай швидко зрозумів, що ця місія насправді була перевіркою чесності союзника з Країни Лісів. При зустрічі з шинобі Лісів побоювання підтвердилися, оскільки при зустрічі з ними команда Гая була атакована і ледь врятована його стрімкою атакою. Коли ніндзя Країни Лісів вже оточили їх, на місці події з'явилися Какаші і Ітачі Учіха, один з новобранців в Анбу, які швидко усунули ворогів. Коли в страху Гай спостерігав за безжальним вбивством товаришами беззахисних шинобі Лісів, він зрозумів, що Данзо мав на увазі. При поверненні в село Гай погодився, що не годиться для служби в Анбу, але також наполіг, що це стосується і Какаші. Пізніше, Асума Сарутобі і Куренай Юхі підтримали думку Гая по частині служби Какаші в Анбу і змогли переконати Хірузена в необхідності призначити Какаші вчителем - Джоніном , щоб відновити його доброту.
Трохи пізніше і Гай став джоніном, навчає випускників. В цей час він приєднався до Какаші в розслідуванні змін бар'єру безпеки села.
Через деякий час Гай почув про дитину, дуже схожому на нього самого, оскільки той стверджував, що зможе стати хорошим шинобі незважаючи на відсутність таланту в ніндзюцу та гендзюцу і вічні глузування з боку. Цей студент, Рок, урешті-решт потрапив у команду учнів Гая разом з Неджі Х'югою і Тен-Тен. Як останній тест на отримання звання геніна, Гай влаштував поєдинок між ним і випускниками, щоб побачити їх прагнення до успіху. Всі троє успішно пройшли.
Вислухавши відповідні цілі життя своїх нових студентів, Гай став особливо зворушений бажанням стати відомим ніндзя при володінні тільки тайдзюцу, тому визначився допомагати в досягненні цієї мети і зробив його улюбленим учнем, а також почав навчати всім своїм навичкам тайдзюцу та іншим знанням.

### Команда Майто Ґая
Майто Ґай був призначений сенсеєм команди Майто Ґая, яка складалася з нього, Рока Лі, Неджі Г'юґа та кунойічі Тен Тен. Спершу в команді не було командного духу, особливо між Лі і Неджі. Однак згодом всі потоваришували і зблизилися.

Майто Ґай дає пораду Року Лі

Майто Ґай тоді дуже підтримує Лі; у момент, коли хлопцю було дуже складно, і він готовий був опустити руки, визнавши лідерство Неджі, Майто каже Лі ніколи не здаватися і завжди вірити в себе. Лі назавжди запам'ятовує слова свого сенсея, які стали для нього визначальними в житті.
Майто вирішує тренувати свою команду довше, і через рік після тренувань направляє їх на Екзамен підвищення у званні до рівня Чунін. Тому його учні, старші від решти новачків на рік, здають ці екзамени разом з ними.
Під час першого туру команда намагається замаскувати власні навички, однак їм це не вдається. Пройшовши I і II тури, Майто зустрічає своїх учнів перед відбірковими боями. Там він починає суперечку з Какаші, який, однак, не виявляє до нього особливого інтересу.
Після цього Майто спостерігає за поєдинками власних учнів. Варто зазначити, що він єдиний сенсей, який голосно підтримував власних учнів, закликаючи їх до перемоги. Після завершення бою Лі — Ґаара, Майто рятує свого учня від смерті. Він кидається врятувати Лі перед останньою атакою Ґаари, кажучи, що Лі дорогий для нього. Коли Лі намагається підвестися, поранений і скривавлений, Майто не можу стримати сліз; він вибачається перед хлопцем, що не спинив його раніше.
Після цього Майто доглядає за Лі. Згодом, коли в селище прибувають Ітачі Учіга та Кісаме Гошіґакі, Майто приходить на допомогу Какаші, Асумі та Куренай, забираючи їх назад у селище.

### Саске покидає Коногу
Коли Саске покинув Коногу, Лі, який в той час проходив реабілітацію після операції Тсунаде, втікає з лікарні, щоб допомогти повернути друзям Саске. Майто, дізнавшись про це, прибігає у розпачі до Тсунае — він каже, що Лі взяв із собою пляшку саке, від ковтка якого стає некерованим. Згодом показано, яким стає Лі, однак Майто не може цього бачити.
Згодом Майто часто з'являється у філерах. Він показаний у спогадах Лі, коли Наруто, Неджі, Лі та Тен Тен борються проти Райґи, одного із Семи Мечників Селища Туману.
Згодом Майто показаний разом з Лі, коли він вирушає на місію, а під нього та Лі маскуються прибульці з іншого селища. Загалом, це маскування помічають усі(окрім недалекого Наруто, який плутає клонів зі справжніми Лі та Майто). Згодом сенсей і учень повертаються в Коногу.

## Друга частина

### Нова зустріч

Славнозвісний зелений комбінезон Майто Ґая

У II частині Майто Ґай і його команда з'являються дуже швидко — під час місію по врятуванню Ґаари. Там Майто і його команді доводиться зустрітися у поєдинку із Кісаме та його клонами, які такі ж на вигляд, як і члени команди, до того ж володіють їхніми техніками. Усвідомивши, що єдиний вихід перемогти цих клонів — перевершити себе до поєдинку із ними, команда Ґая перемагає. Після цього ніндзя Коноги повертаються додому.

### Техніки
Майто Ґай — першокласний знавець Тайджутсу. Він здатен виконувати навіть такі техніки, як Основний Лотос і Прихований Лотос, які кладуть на тіло величезне фізичне навантаження. Майто неймовірно швидкий, його рухи важко побачити неозброєним оком, для цього потрібен Шарінґан. Саске подумки каже собі, що Майто швидший навіть за Какаші.
Попри першокласні знання Тайджутсу, Майто є знавцем і Нінджутсу. Він також здатен виконувати Джутсу Заклику, прикликаючи гігантську черепаху, яка допомагає йому під час битви.